# Självhatande jude
Självhatande jude är ett invektiv som ibland används, ofta av andra judar, om judar som kritiserar den politik som förs av Israels regering eller som anses ta avstånd från sitt judiska arv. En självhatande jude kan även vara en individ som har ett starkt ogillande eller hat mot sig själv eller den egna gruppen.